# Molenmuseum (Sint-Amands)
Het Molenmuseum is een museum te Sint-Amands aan de Schelde.
Binnen dit museum ligt de nadruk op alle aspecten binnen de molinologie, zoals de geschiedenis van de molen van 850-1792, verschillende molentypes en molenaars. Het museum heeft als thema De Molen: Herkenbaar in Onderzoeksvelden, waar de nadruk ligt op waar men molens kan aantreffen (bijvoorbeeld binnen het landschap, de technologie en de economie) en hoe dit vormgegeven wordt. 
Binnen het museum zijn verscheidene modellen en molenopstellingen te vinden. Het museum herbergt tevens boeken, naslagwerken, foto's, tijdschriften, krantenknipsels en schilderijen. 

## Geschiedenis
- 1975: Gesticht door Karel Van den Bossche in Scheldemolens: het maaldersbedrijf 'Scheldemolens nv'
- 1997: Verplaatst naar de vroegere bibliotheek aan de Kerkstraat
- 2016: Verplaatst naar huidige locatie, Molendreef